# Grand Prix Formule 1 van Groot-Brittannië 1982
De Grand Prix Formule 1 van Groot-Brittannië 1982 werd gehouden op 18 juli op Brands Hatch. Het was de tiende race van het seizoen.

## Uitslag
| Positie | Nummer | Rijder             | Team           | Ronden | Tijd/Opgave         | Startplaats | Punten |
| ------- | ------ | ------------------ | -------------- | ------ | ------------------- | ----------- | ------ |
| 1       | 8      | Niki Lauda         | McLaren-Ford   | 76     | 1:35:33.812         | 5           | 9      |
| 2       | 28     | Didier Pironi      | Ferrari        | 76     | + 25.726            | 4           | 6      |
| 3       | 27     | Patrick Tambay     | Ferrari        | 76     | + 38.436            | 13          | 4      |
| 4       | 11     | Elio de Angelis    | Lotus-Ford     | 76     | + 41.242            | 7           | 3      |
| 5       | 5      | Derek Daly         | Williams-Ford  | 76     | + 41.430            | 10          | 2      |
| 6       | 15     | Alain Prost        | Renault        | 76     | + 41.636            | 8           | 1      |
| 7       | 23     | Bruno Giacomelli   | Alfa Romeo     | 75     | + 1 Ronde           | 14          |        |
| 8       | 4      | Brian Henton       | Tyrrell-Ford   | 75     | + 1 Ronde           | 17          |        |
| 9       | 30     | Mauro Baldi        | Arrows-Ford    | 74     | + 2 Rondes          | 26          |        |
| 10      | 17     | Jochen Mass        | March-Ford     | 73     | + 3 Rondes          | 25          |        |
| NF      | 22     | Andrea de Cesaris  | Alfa Romeo     | 66     | Elektrisch probleem | 11          |        |
| NF      | 25     | Eddie Cheever      | Ligier-Matra   | 60     | Motor               | 24          |        |
| NF      | 29     | Marc Surer         | Arrows-Ford    | 59     | Motor               | 22          |        |
| NF      | 6      | Keke Rosberg       | Williams-Ford  | 50     | Benzinesysteem      | 1           |        |
| NF      | 3      | Michele Alboreto   | Tyrrell-Ford   | 44     | Motor               | 9           |        |
| NF      | 26     | Jacques Laffite    | Ligier-Matra   | 41     | Versnellingsbak     | 20          |        |
| NF      | 35     | Derek Warwick      | Toleman-Hart   | 40     | Aandrijving         | 16          |        |
| NF      | 12     | Nigel Mansell      | Lotus-Ford     | 29     | Rijder onwel        | 23          |        |
| NF      | 1      | Nelson Piquet      | Brabham-BMW    | 9      | Benzinesysteem      | 3           |        |
| NF      | 14     | Roberto Guerrero   | Ensign-Ford    | 3      | Motor               | 19          |        |
| NF      | 31     | Jean-Pierre Jarier | Osella-Ford    | 2      | Botsing             | 18          |        |
| NF      | 20     | Chico Serra        | Fittpaldi-Ford | 2      | Botsing             | 21          |        |
| NF      | 7      | John Watson        | McLaren-Ford   | 2      | Spin                | 12          |        |
| NF      | 2      | Riccardo Patrese   | Brabham-BMW    | 0      | Botsing             | 2           |        |
| NF      | 16     | René Arnoux        | Renault        | 0      | Botsing             | 6           |        |
| NF      | 36     | Teo Fabi           | Toleman-Hart   | 0      | Botsing             | 15          |        |
| NQ      | 9      | Manfred Winkelhock | ATS-Ford       |        |                     |             |        |
| NQ      | 33     | Jan Lammers        | Theodore-Ford  |        |                     |             |        |
| NQ      | 10     | Eliseo Salazar     | ATS-Ford       |        |                     |             |        |
| NQ      | 18     | Raul Boesel        | March-Ford     |        |                     |             |        |

## Statistieken
| Pole-position | Keke Rosberg | Williams-Ford | 1:09.540 |
| Snelste ronde | Brian Henton | Tyrrell-Ford  | 1:13.028 |

## Noot
- Dit was de eerste pole position voor Keke Rosberg en voor een Finse coureur.
- Eerste snelste ronde voor Brian Henton.
- Eerste podiumplaats voor Patrick Tambay.
- Dit was de vijfentwintigste Grand Prix-winst voor een Oostenrijkse coureur.

1926 · 1927 · 1948 · 1949 · 1950 · 1951 · 1952 · 1953 · 1954 · 1955 · 1956 · 1957 · 1958 · 1959 · 1960 · 1961 · 1962 · 1963 · 1964 · 1965 · 1966 · 1967 · 1968 · 1969 · 1970 · 1971 · 1972 · 1973 · 1974 · 1975 · 1976 · 1977 · 1978 · 1979 · 1980 · 1981 · 1982 · 1983 · 1984 · 1985 · 1986 · 1987 · 1988 · 1989 · 1990 · 1991 · 1992 · 1993 · 1994 · 1995 · 1996 · 1997 · 1998 · 1999 · 2000 · 2001 · 2002 · 2003 · 2004 · 2005 · 2006 · 2007 · 2008 · 2009 · 2010 · 2011 · 2012 · 2013 · 2014 · 2015 · 2016 · 2017 · 2018 · 2019 · 2020 · 2021 · 2022 · 2023 · 2024 · 2025 · 2026 · 2027 · 2028 · 2029 · 2030 · 2031 · 2032 · 2033 · 2034